# Poção
Poção es un municipio brasileño del estado de Pernambuco. Administrativamente, el municipio está compuesto por el distrito sede y por los poblados de Pão-de-Açúcar, Poção y Gravatá dos Gomes. Tiene una población estimada al 2020 de 11 305 habitantes.

## Historia
Las tierras de Poção figuraban en 1832, en el patrimonio del capitán Francisco Xavier Pais de Melo Barreto, que residió en la hacienda Poço dos Patos, localizada al margen de la actual carretera que conecta Pesqueira a Poção. La fundación de Poção fue en 1871, por el padre Monseñor Estanislau Ferreira de Carvalho, al erigir la capilla de Nuestra Señora de los Dolores en terreno del patrimonio donado por Francisco José Bezerra, de quien fue la iniciativa de construir la primera casa en las inmediaciones de un gran pozo, del que debe el nombre de la localidad: Poção (pozo o poción). Por la Ley Provincial nº 1.230, del 24 de abril de 1876, fue clasificado como distrito de Paz, de la comarca de Cimbres (hoy Pesqueira).
El 4 de marzo de 1893, a través de ley municipal, obtuvo el estatus de distrito, entendido como unidad jurídica y administrativa del municipio autónomo de Cimbres, acogido en Pesqueora. La categoría de villa fue conferida a Poção, como a las demás sedes de distritos de la época, a través de la Ley Provincial nº 991, de 1 de julio de 1909. En 1924, la actual ciudad de Poção cambió su nombre a Sérgio Loreto, en homenaje al entonces gobernador, que construyó la carretera conectando la villa "acaiense" a la sede municipal de la época. Esa denominación permaneció por seis años, hasta que el gobierno instaurado con la revolución decidió hacer retornar el nombre anterior. El municipio de Poção fue creado el 29 de diciembre de 1953, emancipandolo de Pesqueira.